# Nikolaus Varnbüler

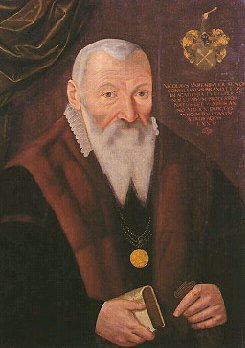
Bildnis des Nikolaus Varnbüler (Replik eines Gemäldes von Hans Ulrich Alt, Öl auf Holz, 1590)

Nikolaus Varnbüler (* 12. Dezember 1519 in Lindau (Bodensee); † 20. August 1604 in Tübingen) war ein württembergischer Rechtswissenschaftler und Diplomat, Professor an der Eberhard Karls Universität Tübingen.

## Leben
Varnbüler wurde als Sohn des Lindauer Bürgermeisters Johannes Varnbüler (* 1464 in St. Gallen; † 1545 in Lindau) und der Augsburger Patriziertochter Agathe Meuting (* 1484 in Augsburg; † 1562 in Lindau) geboren. Er war ein Enkel des Reichsvogts und Bürgermeisters von St. Gallen, Ulrich Varnbüler (* 1432; † 1495).
Nikolaus Varnbüler studierte ab 1537 für 3 Jahre an der Akademie in Straßburg, 1541 in Löwen (siehe Geschichte der Universität Löwen), 1542 an der Universität zu Köln und wurde 1544 an der Eberhard Karls Universität Tübingen zum Doctor iuris utriusque promoviert. Varnbüler war zunächst als Anwalt tätig. 1554 folgte er einem Ruf an die Eberhard-Karls-Universität und übernahm dort den Lehrstuhl für Römisches Recht, den  er bis 1594 innehatte. 1558 und 1578/79 war Nicolaus Varnbüler Rektor der Universität Tübingen. 1567 und 1582  Hofgerichts-Assessor, seit 1564 Herzoglich Württembergischer Rat, wurde Nikolaus Varnbüler im Jahre 1573 in den Reichsadelsstand erhoben.
Varnbüler stand seit 1548 in Diensten der Herzöge von Württemberg. Nikolaus Varnbüler  war  unter anderem maßgebend an den Verhandlungen zum Augsburger Religionsfrieden von 1555 beteiligt. In dieser Zeit war er auch Berater der Markgrafen von Brandenburg. Von 1553 bis 1567 war Nikolaus Varnbüler maßgebend an der Ausarbeitung der Statuten zum württembergischen Landrecht beteiligt.
1547 heiratete Nikolaus Varnbüler Regina Walter (* 20. März 1527 in Augsburg; † 18. November 1603 in Tübingen), Tochter aus einer alten Augsburger Patrizierfamilie. Aus der Ehe gingen insgesamt 11 Kinder hervor. Der zweite Sohn Nikolaus (* 1549 in Tübingen; † 1609 in Tübingen) wurde ebenfalls Jurist und Hochschullehrer an der Tübinger Universität. Der dritte Sohn Hans Ulrich (* 1551 in Tübingen; † 1630 in Markgröningen) wurde württembergischer Staatsbeamter (Oberrats- und Ehegerichts-Sekretär), von dessen Sohn, dem Diplomaten Johann Konrad Varnbüler (1595–1657), die spätere württembergische Adelsfamilie von Varnbüler abstammt. Die Tochter Regina Varnbühler (* 1552; † 17. Mai 1609 in Augsburg) heiratete am 6. Oktober 1570 in Augsburg den Kaufmann in Augsburg Christoph von Stetten (* 5. August 1537 in Augsburg; † 20. November 1607 ebenda) und die nächste Tochter Felicitas Varnbühler (* 3. August 1553 in Tübingen; † 8. November 1615 in Dresden) heiratete im August 1573 den Juristen und Kanzler Martin Aichmann (1550–1616).